# Tar Valon
Tar Valon je grad u izmišljenom svetu Točka vremena, američkog pisca Roberta Džordana.
Tar Valon je ostrvski grad na reci Erinin, ispod Zmajeve Planine i predstavlja centar moći Aes Sedai. "Točak vremena se okreće oko Tar Valona, a Tar Valon se okreće oko Bele Kule". Kraljevi i kraljice se klanjaju moći Tar Valona.
Tar Valon je grad u kojem se nalazi Bela Kula, mesto gde Aes Sedai borave i treniraju mlade žene sposobne da usmeravaju. Kula, kao i najveći deo grada je izgrađen od strane Ogijera. Tar Valon je na neki način grad-država (iako geografski Tar Valon pripada Andoru), nad kojom Amirlin Tron vlada. "Sjajne Zidine" Tar Valona se smatraju neprobojnim , tako da vlada ustaljeno mišljenje da nikada nijedna vojska nije uspela da se probije kroz njih. U stvari, Aes Sedai su te koje insistiraju na ovakvom mišljenju, iako su za vreme Troločkih Ratova armije Senke uspele da prodru u Tar Valon i da spale jedan njegov deo; najmanje dve vojske Lažnih Zmajeva su uspele da se probiju do Bele Kule i da oslobode svoje vođe.
Pretpostavlja se da je inspiraciju za stvaranje Tar Valona u svojim delima, Robert Džordan našao u izmišljenom gradu Avalonu (imaju i slična imena ukoliko se uklone neki suglasnici).

## Literatura
- Robert Jordan's The Wheel of Time series Архивирано на веб-сајту  (5. март 2013)
- [мртва веза]